# Bergstreckerspinne
Die Bergstreckerspinne (Tetragnatha montana) ist eine Spinnenart aus der Familie der Streckerspinnen (Tetragnathidae). Die Art bewohnt vor allem die Kronen von Sträuchern und Bäumen in Gewässernähe. Sie ist in Mitteleuropa weit verbreitet und häufig.

## Beschreibung
Die Art ist etwas kleiner als die Gemeine Streckerspinne; Männchen haben eine Körperlänge von 6 bis 8 mm, Weibchen erreichen 7–10 mm. Der Vorderkörper (Prosoma) und die Beine sind beim Weibchen einfarbig beigebraun. Der Hinterkörper (Opisthosoma) zeigt auf weißlichem Grund oberseits in der Mitte ein scharf abgesetztes, breites, goldfarbenes Band mit einer feinen dunklen Netzzeichnung. Die Männchen sind insgesamt etwas dunkler und rötlicher gefärbt, zeigen aber dieselbe Zeichnung.

## Verbreitung und Lebensraum
Die Art besiedelt große Teile der Paläarktis von Irland und Portugal nach Osten bis zu den Kurilen und die Volksrepublik China. Das Verbreitungsgebiet umfasst die gemäßigte bis subtropische Zone. Sie kommt außer auf Island in ganz Europa vor.
Tetragnatha montana bewohnt gewässernahe Bereiche, die sowohl bewaldet als unbewaldet sein können. Sie besiedelt dort vor allem den Kronenraum von Sträuchern und Bäumen.

## Lebensweise
Wie alle Arten der Gattung sitzt Tetragnatha montana in Ruhestellung eng an die Unterlage gedrückt, wobei die beiden Vorderbeinpaare nach vorn und das letzte Beinpaar nach hinten gestreckt sind; das dritte Beinpaar umfasst die Unterlage.  
Geschlechtsreife Tiere finden sich von Mai bis September. Die Männchen vollziehen kein Werbezeremoniell, sondern ergreifen direkt die Partnerin mit ihren Cheliceren. Durch den Griff des Männchens ist das Weibchen nicht in der Lage, dieses anzugreifen. Nach der Paarung trennen sich die Partner. Der Eikokon wird auf einer flächigen Unterlage – meist einem Blatt – abgelegt und mit weißem Gespinst überzogen.

## Gefährdung
Die Art ist weit verbreitet und in geeigneten Habitaten häufig. Sie wird in Deutschland in der Roten Liste als „ungefährdet“ eingestuft.